# Lațcu
Lațcu (f. 1375) fue príncipe de Moldavia desde julio de 1368 a 1375. Su madre era polaca, el nombre Lațcu sería una rutenización de Laszlo ("Vladislao").

## Biografía

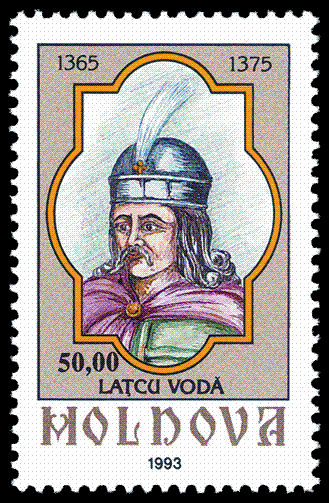
Sello de Moldavia de 1993.

Segundo hijo de Bogdan I y su esposa María. Bogdan fue el voivoda que consiguió la independencia de Luis I de Hungría. Sucedió a su padre en 1367, aunque otras fuentes mencionan que depuso a su sobrino Pedro I en 1368.
Después de que Luis I heredara el reino de Polonia de su tío Casimiro III en 1370, pudo poner a Lațcu bajo presión desde el oeste y el norte. El contemporáneo Juan de Küküllő menciona que los voivodas de Moldavia aceptaron la soberanía de Luis I, sugiriendo que Lațcu (o quizá ya su padre) habían sido forzados a ceder ante el rey. Sin embargo, Juan de  Küküllő no determina la fecha de la sumisión, por lo que el historiador Dennis Deletant afirma que "no hay nada que sugiera que [...] la suzeranía húngara se hubiera restablecido".
En 1369 se convirtió al catolicismo. Lațcu envió a dos frailes franciscanos de origen polaco a Roma a principios de 1370 para informar al para Urbano V de su decisión de convertirse de la ortodoxia a la fe católica. Solicitó la creación de una diócesis católica en su sede de Siret Deletant afirma que Lațcu debe haber decidido convertirse al catolicismo principalmente por razones políticas, para tener contacto con la Santa Sede directamente sin la mediación de los prelados húngaros. El Papa nombró a tres prelados (Jan Očko de Vlašim, arzobispo de Praga, Przecław de Pogorzela, obispo de Breslavia y Florián Mokrski, obispo de Cracovia) para examinar la petición del príncipe.
Su informe fue recibido por su sucesor, el Papa Gregorio XI, que autorizó a Florián a consagrar al polaco Andrzej Jastrzębiec obispo con sede en Siret en 1371. La nueva sede estaba subordinada directamente a la Santa Sede. El papa le otorgó el título de "duque de las partes de Moldavia o de las naciones de Valaquia" (dux Moldaviensis partium seu nationis Wlachie).. La mujer de Lațcu, Ana, y su hija, Anastasia, no se convirtieron al catolicismo. Por ese motivo, Lațcu pidió consejo al Papa sobre un posible divorcio, pero Gregorio XI le respondió en una carta fechada el 25 de enero de 1372 que el sacramento del matrimonio era sagrado y no podía deshacerse.

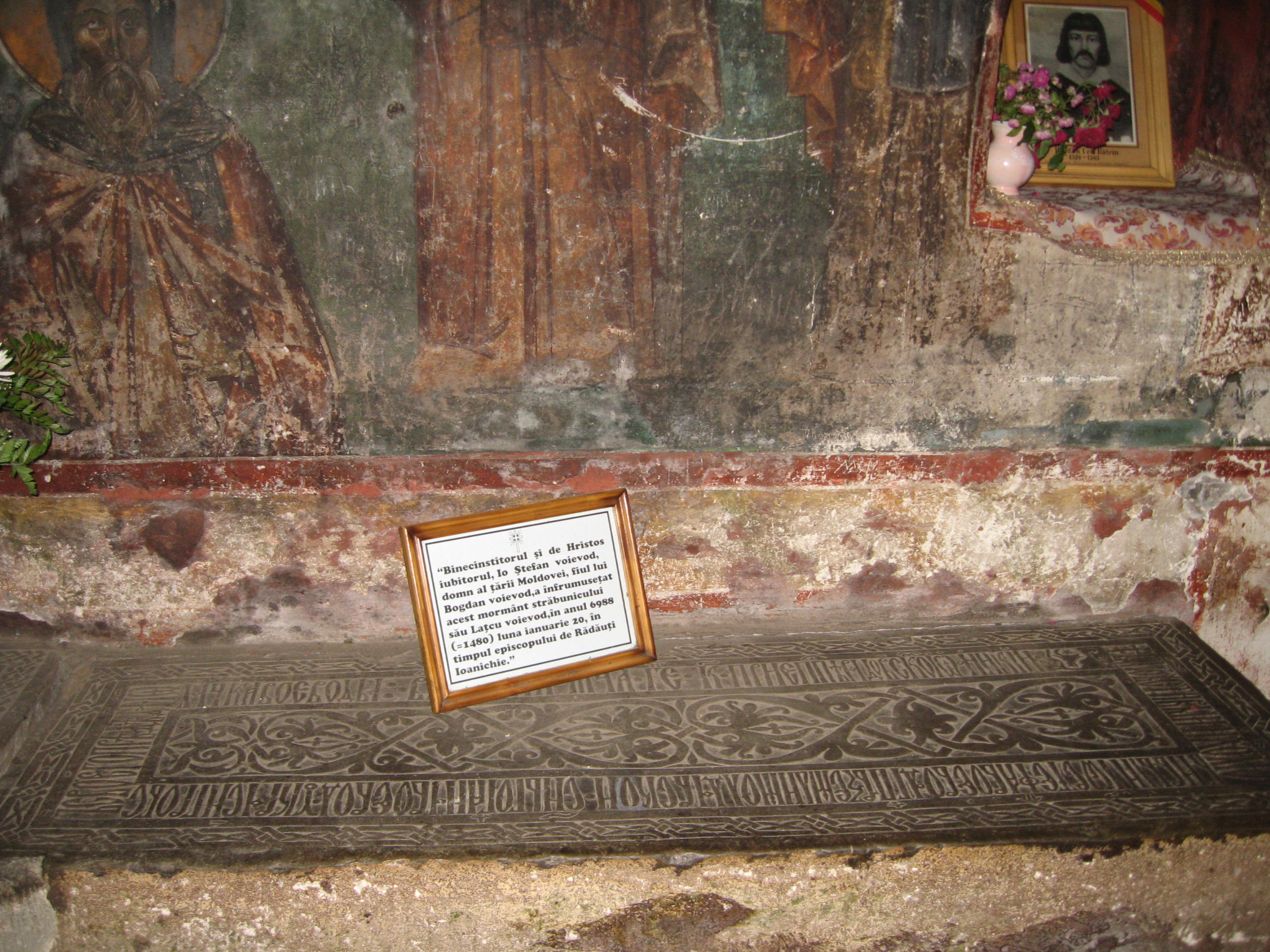
Tumba de Lațcu en el monasterio Bogdana.

Carlos IV, Emperador del Sacro Imperio Romano firmó un acuerdo en Breslavia el 14 de marzo de 1372, declarando que reconocía los derechos de Luis I en Hungría, Polonia y otros países, entre los que incluye Moldavia. Las razones del acto de Carlos son desconocidas, aunque existen hipótesis sobre una posible búsqueda de alianza de Lațcu con Carlos contra Luis. El historiador Victor Spinei argumenta que Lațcu sacó ventaja de sus relaciones pacíficas con Luis para extender su autoridad hacia las costas del mar Negro en la década de 1370 En contraste, Ioan Aurel Pop sugiere que Luis I preparó una expedición contra Lațcu in 1374.
El día exacto de su muerte nos es desconocido,, pudo ser en 1374 o 1375, pero sabemos que fue enterrado en el monasterio Bogdana de Rădăuți junto a su padre. Existe poca información sobre los acontecimientos que siguieron directamente a su muerte hasta la coronación de Pedro I/II.
De su matrimonio con Ana nació una niña, Anastasia, que fallecería el 26 de marzo de 1420.